# Chatel-Chéhéry
Chatel-Chéhéry je francouzská obec v departementu Ardensko v regionu Grand Est. Žije zde 129 obyvatel.

## Poloha obce
Obec leží  na jihovýchodě departementu Ardensko u hranic s departementem Marne. 

### Sousední obce
| Růžice kompasu | Cornay             | Fléville       |          | Růžice kompasu |
| Růžice kompasu | Lançon             | Sever          | Exermont | Růžice kompasu |
| Růžice kompasu | Lançon             | Chatel-Chéhéry | Exermont | Růžice kompasu |
| Růžice kompasu | Lançon             | Jih            | Exermont | Růžice kompasu |
| Růžice kompasu | Binarville (Marne) | Apremont       |          | Růžice kompasu |

## Vývoj počtu obyvatel
Počet obyvatel 